# Hedingia glabra
Hedingia glabra is een zeekomkommer uit de familie Caudinidae.
De wetenschappelijke naam van de soort werd in 1886 gepubliceerd door Johan Hjalmar Théel.